# Cult of Luna
Cult of Luna ist eine Band aus dem schwedischen Umeå. Sie zählt zu den erfolgreichsten Vertretern des Post-Metal und gilt, neben Neurosis und Isis, als bedeutsame Referenzgruppe des Genres. Der Bandname ist von einem Kult im antiken Griechenland, der den Mond (latein. „Luna“) anbetete, abgeleitet und soll die Stimmung der Musik repräsentieren.

## Geschichte

### Anfänge (1998 bis 2004)
Der Gitarrist Johannes Persson gründete Cult of Luna 1998 gemeinsam mit dem Sänger Klas Rydberg, nachdem sich die gemeinsame Hardcore-Punk-Band Eclipse aufgelöst hatte. Beide trugen sich mit neuen musikalischen Ideen, zu deren Verwirklichung sie weitere Musiker suchten. Nach persönlichen Gesprächen und einigen Vorspielen stellte sich mit Sänger Klas Rydberg, Gitarrist Johannes Persson, Schlagzeuger Magnus Lindberg, Gitarrist Erik Olofsson und Bassist Fredrik Renström eine erste Besetzung heraus. Renström musste die Gruppe früh aufgrund persönlicher Differenzen verlassen.
Im Januar des Jahres 1999 nahm die Gruppe, ohne festen Bassisten, zwei selbst geschriebene Stücke als ein erstes Demoband auf. In den darauf folgenden Wochen strebten die Musiker einen experimentelleren Gesamtklang an. Lindberg wechselte auf Basis dieser Bestrebungen dazu über Keyboard und Synthesizer zu bedienen. An seiner statt stieß Marco Hildén als neuer Schlagzeuger hinzu. Mit Alex Stattin stieß im gleichen Jahr ebenso ein neuer Bassist hinzu. In dieser neuen Besetzung brachte die Gruppe über Trust No One Recordings, eine Split-Single mit der befreundeten Gruppe Switchblade, ihre erste offizielle Veröffentlichung heraus.
Das britische Label Rage of Achilles kontaktierte die Band im Jahr 2000, nachdem Mitarbeiter des Labels die Gruppe beim Trästock Festival gesehen hatten. Label und Band vereinbarten die Veröffentlichung des selbstbetitelten Debütalbums über Rage of Achilles. Das Album erschien am 14. September des folgenden Jahres und wurde überwiegend positiv besprochen. Am 24. März 2002 erschien hinzukommend über Aaron Turners Label Hydra Head Records eine zusätzliche Vinylsingle. Beide Veröffentlichungen begründeten ihrerzeit gemeinsam einen ersten Geheimtipp-Status der Gruppe. Insbesondere der Erfolg des Debütalbums bewegte Earache Records einen Vertrag mit der Gruppe abzuschließen. Im Juli 2002, kurz nach ihrem Vertragsabschluss mit Earache Records, wurde in den Tonteknik Recording Studios das zweite Studioalbum The Beyond aufgenommen.
Das Label bewarb das im Februar 2003 erschienene Album als Apocalyptic Swedish Noisecore. In Rezensionen wurde das Album überwiegend positiv aufgenommen und unterdessen häufig mit Neurosis verglichen. Im Anschluss an die Aufnahmen verließ Stattin die Gruppe und wurde durch
Andreas Johansson ersetzt. In dieser neuen Formation tourte die Gruppe, knapp nach der Veröffentlichung des Albums, mit The Haunted in Schweden sowie mit Isis in Großbritannien. Nach Abschluss beider Tourneen änderte sich die Bandbesetzung erneut. Hildén verließ die Gruppe und wurde durch Thomas Hedlund ersetzt. Lindberg wechselte erneut seine Hauptaufgabe und brachte sowohl Perkussion- als auch Gitarrenbeiträge ein. Weitere internationale Tourneen folgten. Im Spätsommer 2003 begingen Cult of Luna eine Europatournee mit Poison the Well und im Dezember des gleichen Jahres eine Großbritannientour mit The Dillinger Escape Plan. Im Frühjahr des folgenden Jahres begann das Songwriting zum nächsten Album. Noch vor den Aufnahmen im April 2004, begingen Cult of Luna weitere Auftritte in Schweden und Finnland.

### Erste Charterfolge (2004 bis 2008)
Das dritte Album Salvation wurde in drei voneinander getrennten Sessions aufgenommen. Mit Salvation änderten Cult of Luna ihr bis dahin gepflegtes musikalisches und grafisches Konzept. Das Album wurde im Oktober 2004 veröffentlicht und zum Teil herausragend besprochen. Nachdem die Band zuvor noch als eine Gruppe unter vielen Epigonen der Post-Metal-Initiatoren Neurosis galten, wurde ihr mit Salvation mehr Eigenständigkeit zugesprochen. Insbesondere die Zunahme an progressiven Strukturen und die stärkere Gewichtung von Synthesizern und Keyboards wurden hierbei herausgestellt.
Andere Rezensenten bemängelten hingegen die Abkehr vom bis dahin gepflegten Klang der Gruppe und bezeichneten Salvation als langweilig oder unstrukturiert. Mit der Veröffentlichung des Albums begingen Cult of Luna ihre erste Headliner-Europatournee, inklusive Auftritten in Skandinavien und Großbritannien. Ab dieser Tournee stieß Fredrik Kihlberg als Perkussionist und Sänger hinzu. Hinzukommend wurde zum Stück Leave me Here das erste Musikvideo der Gruppe produziert.
Zu Beginn des folgenden Jahres bestritt die Gruppe eine weitere Europatour, diesmal mit Bleeding Through. Diese Tour wurde nicht von Hedlund begleitet, da er den Fokus auf die Liveaktivitäten seiner weiteren Musikgruppen (The Perishers, Autopsy Torment), setzte. An seiner statt übernahm Lindberg das Schlagzeug. Auf die Europatournee folgte eine erste US-Tour, welche die Gruppe zur Hälfte als Vorband für Mastodon und zur Hälfte als Headliner bestritt. Zurück in Europa trat die Gruppe auf einigen Festivals auf und bereitete die Arbeit am vierten Studioalbum vor. Die Aufnahmen zu Somewhere Along The Highway erfolgten binnen sieben Tagen im November 2005. Das Album erschien im April 2006 und wurde durch eine weitere Europatournee beworben. Somewhere Along The Highway wurde von Kritikern hoch gelobt und das amerikanische Decibel Magazin wählte das Album auf den fünften Platz der besten Alben des Jahres. Es wurde auch das erste Album der Gruppe, das einen Charterfolg verbuchen konnte. Somewhere Along The Highway erreichte Platz 59 der schwedischen Charts. Die seither nachfolgenden Veröffentlichungen gelangten nahezu durchgehend in die Top 100 der schwedischen Charts.
Nach der Europatour wurde es erstmals ruhiger um Cult of Luna. Die Band bestritt nur vereinzelte Auftritte und begann erst im Februar 2008 mit Arbeiten an einem weiteren Album. Der Aufnahmeprozess dauerte mehrere Monate. Das Album Eternal Kingdom wurde im Juli 2008 als letztes Studioalbum für Earache Records veröffentlicht und wieder positiv von der Kritik angenommen. Die Veröffentlichung wurde unterdessen von einer erneuten Europatournee begleitet. In dem darauf folgenden Jahr begingen Cult of Luna eine Welttournee mit Auftritten in Europa, den Vereinigten Staaten, Kanada, Australien, Neuseeland und Russland. Earache Records legte im gleichen Jahr eine DVD mit den drei bestehenden Musikvideos der Gruppe, einem Livevideo des Auftritts in der Londoner Scala vom 1. Juli 2008 und einem Interview auf. Die DVD wurde auch als Bündelangebot gemeinsam mit dem Album vermarktet.

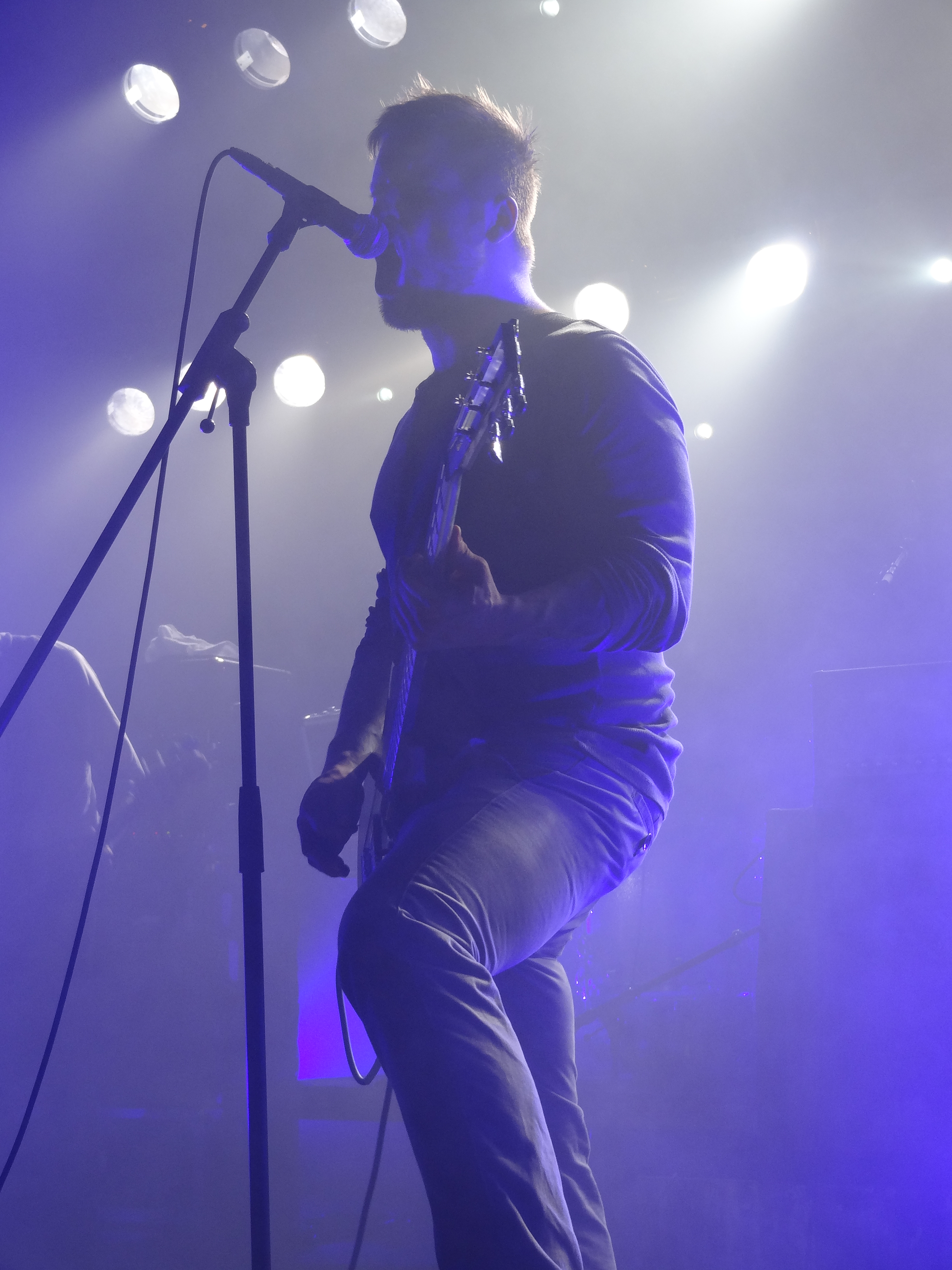
Johannes Persson, das letzte verbleibende Gründungsmitglied von Cult of Luna

### Längere Pause und Fortsetzung des Erfolgs (2009 bis heute)
Nach Abschluss der Welttournee kehrte erneut Ruhe um die Gruppe ein. Erst 2012 begann die Band mit weiteren Arbeiten an einem neuen Studioalbum. In der Zwischenzeit hatte die Gruppe lediglich ein Hörbuch veröffentlicht. Das Gründungsmitglied Rydberg verließ nach den Aufnahmen zum Album Vertikal im Jahr 2012 die Band. Zum Abschluss seiner Zeit mit Cult of Luna trat er gemeinsam mit der Gruppe in London beim Beyond the Redshift Festival auf. Die Europa- und Amerika-Tournee zur Albumveröffentlichung wurde derweil schon ohne Rydberg begangen. Vertikal erschien im Januar 2013 und galt bei Kritikern häufig als eines der bedeutsamsten Veröffentlichungen der Gruppe. Eine weitere Europatournee folgte im Jahr 2014. Das folgende Jahr beging die Gruppe nur mit vereinzelten Konzerten in Amerika, Kanada und Schweden sowie mit den Arbeiten an einem weiteren Studioalbum. Für das gesamte Album Mariner wurde Julie Christmas, ehemalige Sängerin von Battle of Mice und Made Out of Babies, als Sängerin hinzugezogen. Auch das, durch eine weitere Europatournee begleitete, Mariner wurde von Kritikern überwiegend positiv rezensiert.
2019 unterzeichnete Cult of Luna einen Vertrag bei Metal Blade Records und kündigte die Gründung eines eigenen Musiklabels, Red Creek, an. Auf die Veröffentlichung des Albums A Dawn to Fear im Herbst desselben Jahres folgte erneut eine Europatournee.

## Nebenprojekte
Die meisten Mitglieder der Gruppe sind auch in weiteren Musikprojekten aktiv. Unter anderem sind die beiden Gitarristen Persson und Kihlberg Teil der Rockband Khoma, der Keyboarder Teglund der Indie-Band Convoj, der Schlagzeuger Hedlund Teil der Indie-Rock-Band The Perishers sowie der Death-Metal-Bands Autopsy Torment und Gormathon und der Keyboarder Johansson war Teil der Melodic-Death-Metal-Band Gates of Ishtar.

## Stil
Die Musik von Cult of Luna wird dem Post-Metal zugerechnet. Bis einschließlich zum Album The Beyond galt die Band als eine schwedische Imitation der beiden großen amerikanischen Gruppen des Genres Isis und Neurosis. Erst mit dem dritten Studioalbum Salvation wurde der Band eine wachsende Eigenständigkeit im Genre bescheinigt.
Laut eclat-mag.de ist der Klang von Cult of Luna geprägt durch „Laut/Leise-Passagen, hoch gestimmte Gitarrensoli und schleppende, schwere Einbrüche.“ Laut plattentests.de stehen „stampfender Rhythmus und düstere Doom-Atmosphäre“ im konzeptionellen Vordergrund des Gesamtklangs der Gruppe. Im Ox-Fanzine wird „eine, selbst für dieses Genre, beispielhafte Monotonie“ als besonderes Merkmal der Gruppe herausgestellt. Den ruhigen Passagen wird, insbesondere im Gitarrenspiel, eine besondere Nähe zum Post-Rock nachgesagt,
von welchem die Band, mit der Veröffentlichung von Eternal Kingdom, Abstand nehmen wollte. Das Gitarrenspiel der Gruppe variiert derweil vornehmlich zwischen jenem dem Post-Rock nahen „melancholischen Gitarrenmelodien“ in den ruhigen Passagen und „monolithischen Doom-Riffs“ in den aggressiven Ausbrüchen. Der Rhythmus wird als „eindringlich[…]“, „stets stampfend[…]“ und „pumpend“ umschrieben. Als Gesang kommt v. a. vergleichsweise sparsam eingesetztes, leicht heiseres Brüllen zum Einsatz. Reiner Klargesang bzw. Wechsel zwischen beidem finden sich, vom Kollaborationsalbum Mariner abgesehen, seit dem Debütalbum nur auf einzelnen Stücken. Seit Vertikal rückt der Einsatz des Keyboards stärker in den Vordergrund des Gesamtklangs. Das Instrument würde besonders „kühl gehaltenen“ und transportiere eine „ungewöhnliche[…] Klangfarbe“.

## Diskografie

### Alben
| Jahr | Titel Musiklabel                            | Höchstplatzierung, Gesamtwochen, AuszeichnungChartplatzierungen (Jahr, Titel, Musiklabel, Platzierungen, Wochen, Auszeichnungen, Anmerkungen) | Höchstplatzierung, Gesamtwochen, AuszeichnungChartplatzierungen (Jahr, Titel, Musiklabel, Platzierungen, Wochen, Auszeichnungen, Anmerkungen) | Höchstplatzierung, Gesamtwochen, AuszeichnungChartplatzierungen (Jahr, Titel, Musiklabel, Platzierungen, Wochen, Auszeichnungen, Anmerkungen) | Anmerkungen                                             |
| Jahr | Titel Musiklabel                            | DE | CH | SE | Anmerkungen                                             |
| ---- | ------------------------------------------- | --- | --- | --- | ------------------------------------------------------- |
| 2001 | Cult of Luna Rage of Achilles               | — | — | — | Erstveröffentlichung: 14. September 2001                |
| 2003 | The Beyond Earache Records                  | — | — | — | Erstveröffentlichung: 10. Februar 2003                  |
| 2004 | Salvation Earache Records                   | — | — | — | Erstveröffentlichung: 4. Oktober 2004                   |
| 2006 | Somewhere Along the Highway Earache Records | — | — | SE59 (1 Wo.)SE | Erstveröffentlichung: 24. April 2006                    |
| 2008 | Eternal Kingdom Earache Records             | — | — | SE47 (1 Wo.)SE | Erstveröffentlichung: 16. Juni 2008                     |
| 2013 | Vertikal Indie Recordings                   | — | — | SE30 (2 Wo.)SE | Erstveröffentlichung: 25. Januar 2013                   |
| 2016 | Mariner Indie Recordings                    | — | CH76 (1 Wo.)CH | SE28 (1 Wo.)SE | Erstveröffentlichung: 8. April 2016 mit Julie Christmas |
| 2019 | A Dawn to Fear Metal Blade Records          | DE11 (1 Wo.)DE | CH40 (1 Wo.)CH | — | Erstveröffentlichung: 20. September 2019                |
| 2022 | The Long Road North Metal Blade Records     | DE14 (1 Wo.)DE | CH29 (1 Wo.)CH | — | Erstveröffentlichung: 11. Februar 2022                  |

### EPs
| Jahr | Titel Musiklabel             | Höchstplatzierung, Gesamtwochen, AuszeichnungChartplatzierungen (Jahr, Titel, Musiklabel, Platzierungen, Wochen, Auszeichnungen, Anmerkungen) | Höchstplatzierung, Gesamtwochen, AuszeichnungChartplatzierungen (Jahr, Titel, Musiklabel, Platzierungen, Wochen, Auszeichnungen, Anmerkungen) | Höchstplatzierung, Gesamtwochen, AuszeichnungChartplatzierungen (Jahr, Titel, Musiklabel, Platzierungen, Wochen, Auszeichnungen, Anmerkungen) | Anmerkungen                           |
| Jahr | Titel Musiklabel             | DE | CH | SE | Anmerkungen                           |
| ---- | ---------------------------- | --- | --- | --- | ------------------------------------- |
| 2014 | Vertikal II Indie Recordings | — | — | — | Erstveröffentlichung: 23. Mai 2014    |
| 2021 | The Raging River Red Creek   | — | CH99 (1 Wo.)CH | — | Erstveröffentlichung: 5. Februar 2021 |

### Weitere Veröffentlichungen
- 2000: Split-7" mit der Band Switchblade (Trust No One Recordings)
- 2001: Cult of Luna (7"-EP; Hydra Head Records)
- 2006: Tour-7" mit zwei Coversongs, Bodies (The Smashing Pumpkins) und Recluse (Unbroken)
- 2009: Fire Was Born (DVD; Earache Records)
- 2010: Eviga Riket (DVD; Buch mit Hörbuch; selbstveröffentlicht)
- 2014: Eternal Music (Album, nur als Vinyl; Pelagic, VÖ: 23. Mai 2014)
- 2016: Råångest (Split-EP mit The Old Wind; Cargo Records)
- 2016: Vertikal + II (12"-Kompilation mit Vertikal und Vertikal II; Indie Recordings)
- 2017: Live at Roadburn 2013 (Livealbum; Indie Recordings)
- 2017: Somewhere Along the Highway: Live at Roadburn 2016 (Livealbum; Indie Recordings)
- 2017: Live at La Gaîté Lyrique: Paris (Livealbum; Indie Recordings)
- 2017: Years in a Day (DVD + 2 Live-CDs; Indie Recordings)